# Indianapolis Indians
De Indianapolis Indians is een Minor league baseballteam uit Indianapolis, Indiana. Ze spelen in de West Division van de International League. Hun stadion heet Victory Field. Ze zijn verwant aan de Pittsburgh Pirates.

## Titels
De Indians hebben de Governors' Cup 2 keer gewonnen en er 3 keer voor gespeeld.
- 1963 - Gewonnen van Atlanta (bestaat niet meer)
- 2000 - Gewonnen van de Scranton/Wilkes-Barre Red Barons
- 2005 - Verloren van de Toledo Mud Hens